# Sven Ottke
Sven Ottke (ur. 3 czerwca 1967 w Berlinie Zachodnim) – niemiecki pięściarz, były mistrz świata organizacji IBF i WBA w wadze super średniej.

## Kariera
Jako amator wywalczył brązowy medal na mistrzostwach świata w 1989 roku. Na ringach amatorskich stoczył 308 walk, z których wygrał 256. Pokonywał takich pięściarzy jak Antonio Tarver, Chris Byrd, Michael Moorer, Zsolt Erdei i Juan Carlos Gomez.
Karierę zawodową rozpoczął w 1997 roku. Już rok później sięgnął po tytuł zawodowego mistrza świata federacji IBF, pokonując w Düsseldorfie niejednogłośną decyzją sędziów Charlesa Brewera (32-5). Mistrzowskiego pasa bronił 21 razy przez siedem lat. W 2003 roku po pokonaniu Byrona Mitchella (25-1-1) został także mistrzem świata organizacji WBA. Tegoż tytułu bronił czterokrotnie.
Zawodową karierę zakończył w 2004 roku. W 2008 roku planował wrócić na ring na walkę z Dariuszem Michalczewskim, ale ostatecznie do takiego starcia nigdy nie doszło.